# Видиковац Козји камен
Козји камен је видиковац у југоисточној Србији на неких 18 км од Пирота, на путу за Рсовце. Такође постоји и шумски пут из правца села Велика Лукања и Бела.
Ово је један од врхова Видлич планине и налази се на 1.181 мнв у делу званом Висок.
На 12. км пута за Рсовце налази се табла и скретање на земљани пут којим се после неких 3 км кроз шуму стиже до самог видиковца.
Налази се непосредно изнад Завојског језера, тако да се пружа поглед на цело језеро, као и меандре Височице на месту где се улива у језеро,  поред села Паклештица.
Гледано у даљину изнад језера виде се врхови Бабин зуб и Миџор, док се на другу страну пружа поглед на старопланински масив и врх Ком.